# Alfred Kern (Chemiker)

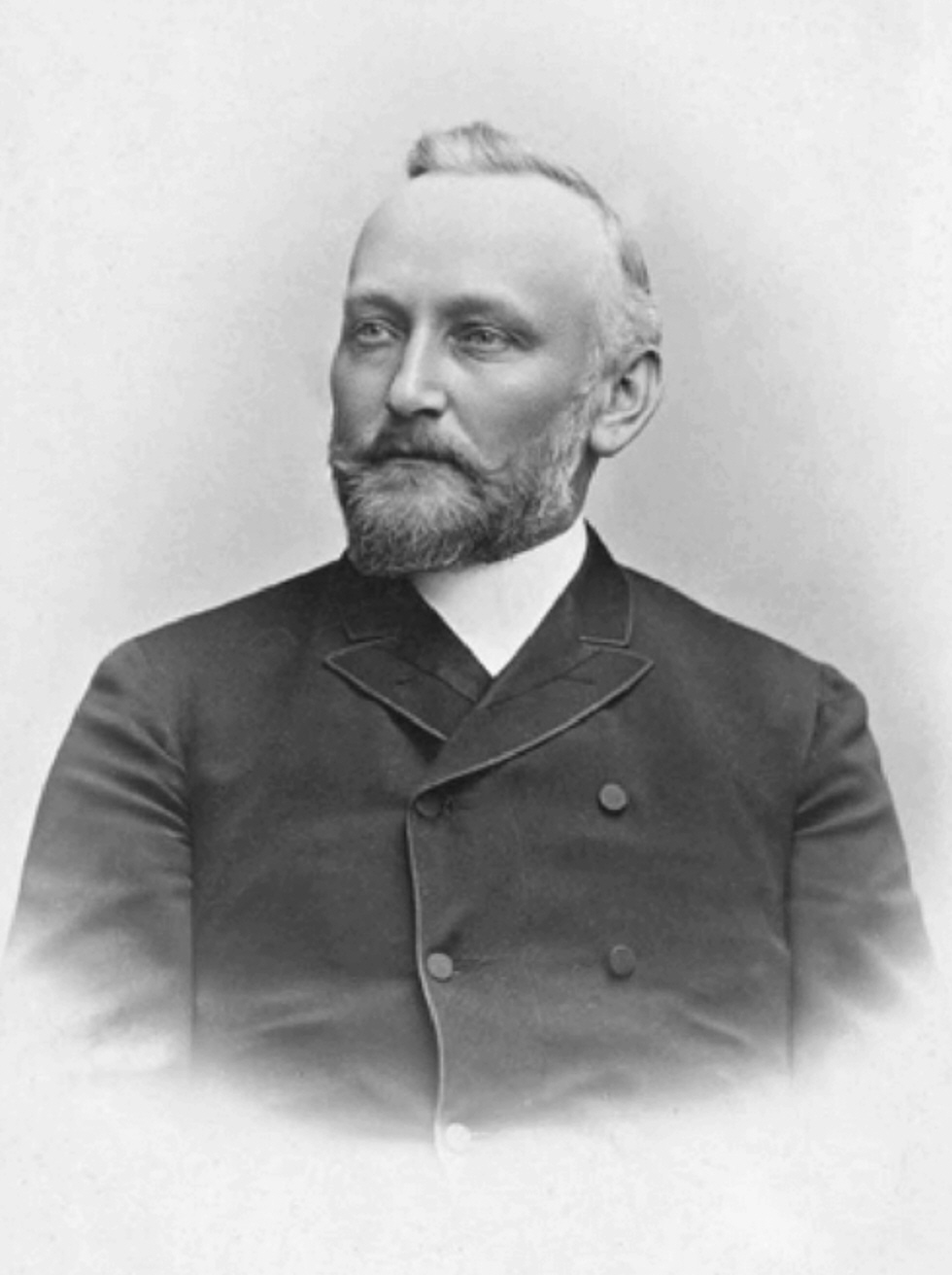
Alfred Kern bei Sandoz um 1890

Alfred Kern (* 24. Dezember 1850 in Bülach; † 2. März 1893 in Basel) war ein Schweizer Chemiker (Farbstoffchemie) und Unternehmer.

## Leben
Kern studierte von 1868 bis 1870 Chemie am Polytechnikum Zürich und wurde danach Assistent bei Johannes Wislicenus. 1872 bis 1878 arbeitete er in der K. Oehler Anilin- und Anilinfarbenfabrik zu Offenbach am Main. Während dieser Zeit wurde er 1874 an der Universität Giessen promoviert. 
Ab 1879 leitete er die Abteilung Triphenylmethan-Farbstoffe bei Bindschedler & Busch (später Ciba) in Basel. Die Firma arbeitete mit der BASF zusammen und Kern entwickelte mit Heinrich Caro von der BASF 1883 die Farbstoffe Kristallviolett und Auramin.
1886 gründete er mit Edouard-Constant Sandoz, einem Kaufmann, die Firma Sandoz.